# Heresia (álbum)
Heresia é o primeiro álbum de estúdio do rapper brasileiro Djonga. lançado dia 13 de março de 2017 pela gravadora Ceia.

## Antecedentes
Gustavo Pereira começou na música em 2010, lançado seu primeiro EP chamado "fechando o corpo" em 2016, Após o lançamento djonga começou a ser mais reconhecido fora e com isso recebeu uma proposta de DJ Hum para gravar e juntos fizeram a faixa "Um Bom Maluco". Com o lançamento, Djonga, aos poucos, foi conquistando espaço na nova cena do rap.

## Lançamento
No dia 13 de março de 2017, o rapper lançou seu álbum de estreia chamado "Heresia",  atingindo aclamação de crítica e público. No álbum, faz fortes críticas à sociedade e traz mensagens enfatizando o empoderamento negro.O disco foi considerado o melhor do ano na lista da renomada revista Rolling Stones, e a música destaque, “O mundo é nosso”, que contou com a participação do carioca BK, concorreu ao prêmio Red Bull de melhor faixa de 2017, atingindo o sétimo lugar.Pelo notório trabalho, Djonga também foi indicado para o prêmio APCA (Associação Paulista de Críticos de Arte). O Disco foi produzido por seu DJ Coyote Beatz e  contou com as participações de FBC e Yodebren. além do já citado BK na faixa "O Mundo é Nosso".

## Faixas
| Edição padrão  |                                                |                |                |         |  |
| N.º            | Título                                         | Compositor(es) | Produtor(es)   | Duração |  |
| 1.             | "Corre das Notas"                              | Djonga         | DJ Cost        | 3:44    |  |
| 2.             | "Entre o Código da Espada e o Perfume da Rosa" | Djonga         | DJ Murillo     | 2:09    |  |
| 3.             | "Esquimó"                                      | Djonga         | Coyote Beatz   | 4:17    |  |
| 4.             | "Fantasmas"                                    | Djonga         | DJ Murillo     | 3:57    |  |
| 5.             | "Santa Ceia (part. Yedabren)"                  | Djonga         | EL Lif Beatz   | 4:40    |  |
| 6.             | "Verdades Inventadas"                          | Djonga         | Coyote Beatz   | 2:54    |  |
| 7.             | "Geminiano"                                    | Djonga         | Coyote Beatz   | 2:56    |  |
| 8.             | "Heresia"                                      | Djonga         | Pizzol         | 2:58    |  |
| 9.             | "Irmãos de Alma, Irmãos de Luta (part.FBC)"    | Djonga         | SlymBeatz      | 2:12    |  |
| 10.            | "O Mundo é Nosso (part. BK)"                   | Djonga         | Coyote Beatz   | 3:20    |  |
| Duração total: | Duração total:                                 | Duração total: | Duração total: | 33:10   |  |

## Capa
A Capa do Álbum faz uma referência ao álbum clube da esquina lançado em 1972 por Milton Nascimento e Lô Borges, mas ao invés das crianças, vemos o próprio rapper na capa.
Djonga diz: “Quis criar um disco com esse conceito de conflitar o estabelecido, com o significado do que é ser um herege mesmo. Sou um cara de BH, um lugar onde a cultura é grande, a arte é forte, mas onde quase ninguém consegue vingar. O Clube da Esquina deu certo, vingou, no sentido de romper as barreiras do Estado. É a questão do cânone. Quis, humildemente, me comparar. Assim como eles, consegui ter êxito na carreira”, diz, explicando o sentido dúbio da capa e do título. “É, ao mesmo tempo, uma homenagem e uma heresia, tipo, ‘quem é esse cara para estar fazendo isso?’. É a falta de medo que tem que se ter na arte”.

## Prêmios e indicações
| Ano  | Prêmio                | Categoria            | Indicação | Resultado |
| ---- | --------------------- | -------------------- | --------- | --------- |
| 2017 | Revista Rolling Stone | Melhor Disco de 2017 | Heresia   | Venceu    |
| 2017 | ONErpm                | Disco de Platina     | Heresia   | Venceu    |